# 김슬기 (프로게이머)
김슬기(金璱琦, 1984년 2월 24일 ~ )는 대한민국의 전직 스타크래프트 프로게이머이다. SoulKey라는 아이디를 사용하며, 종족은 테란이다.
1999년 여름부터 활동한 1세대 프로게이머로 2003년 봄에 은퇴하였다.
베슬을 동반한 바이오닉 유닛만으로 병력운용을 하는 SK테란의 창시자로, 'SK'라는 이니셜은 그의 이름 혹은 아이디 SoulKey에서 따 온 것이라고 한다. 당시 저그가 득세하던 시대에 김슬기는 SK테란을 앞세워 저그킬러로 이름을 날렸다. 하지만 특히 프로토스에게는 불가사의할 정도로 약해서, 저그유저들이 프로토스로 종족만 바꿔서 그를 상대하면 무조건 이길 수 있었을 정도라고 한다.
은퇴하기 직전인 2002년에는 스타크래프트에서 은퇴하고 다른 게임들을 중심으로 활동해서, 여러 종목의 각종 게임대회에서 입상하기도 했다.

## 수상 경력
- 1999년 8월 '99 스포츠 서울컵 월드 챔피언 선발대회 단체전 우승
- 1999년 11월 Asia Professional Gamers League 4위
- 2000년 3월 하나로통신배 투니버스 스타리그 16강
- 2000년 11월 제1회 i코리아 정보대전 길드부 준우승
- 2000년 12월 대한민국 게임대전 '킹덤언더파이어'부문 준우승
- 2000년 12월 정보통신부장관배 유.무선 온라인 게임대회 '임진록 2' 장려상
- 2000년 12월 안산 게임 페스티발 고등부 우승
- 2001년 12월 제 4회 `디아블로2` 전국 게임 대회 3위
- 2002년 7월 엠드림배 토막again 슈팅리그 3위
- 2003년 1월 온게임넷 Age of Mythology 리그 16강
- 2003년 2월 MBCgame Age of Mythology 리그 16강
- 2003년 3월 리빙프라자배 Unreal Tournament 2003 4위